# Avrig
Avrig (in ungherese Felek, in tedesco Freck o Fryk) è una città della Romania di 14213 abitanti, ubicata nel distretto di Sibiu, nella regione storica della Transilvania. 
Fanno parte dell'area amministrativa anche le località di Bradu, Glâmboaca, Mârșa e Săcădate.
L'esistenza della città è registrata per la prima volta in un documento del 1346.
Il principale monumento della città è il Palazzo Brukenthal, residenza estiva del barone Samuel von Brukenthal, costruito in stile barocco nel 1771.
Avrig ha dato i natali a Gheorghe Lazăr (1779-1821), fondatore della prima scuola romena di Bucarest.

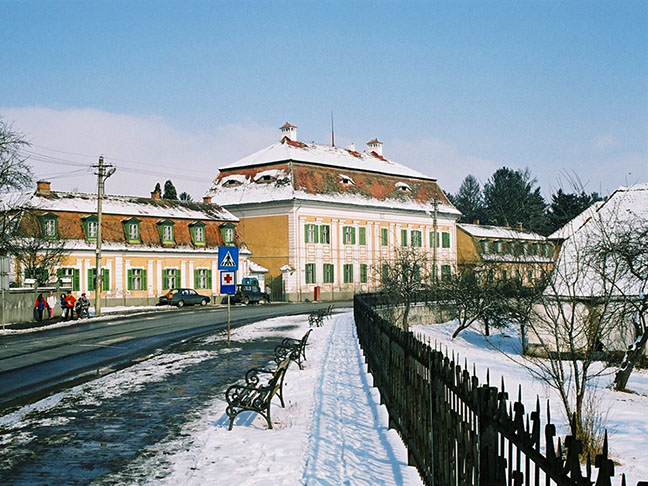
Il Palazzo Brukenthal